# Rage Against the Machine (видео)
Rage Against the Machine (также известен как Rage Against the Machine: The Video) — дебютный видеоальбом одноименной группы. Видеоальбом был выпущен в 1997 году и включает в себя съемки различных выступлений, а также видеоклипы.
Существует и обычный альбом этой группы с тем же названием.

## Список композиций
Концертные записи:
| №   | Название                         | Длительность |
| --- | -------------------------------- | ------------ |
| 1.  | «Intro»                          | 0:09         |
| 2.  | «The Ghost of Tom Joad»          | 5:13         |
| 3.  | «Vietnow»                        | 4:49         |
| 4.  | «People of the Sun»              | 2:31         |
| 5.  | «Bulls on Parade»                | 3:57         |
| 6.  | «Bullet in the Head»             | 5:49         |
| 7.  | «Zapata's Blood» (короткий клип) | 1:45         |
| 8.  | «Know Your Enemy»                | 5:21         |
| 9.  | «Bombtrack»                      | 4:09         |
| 10. | «Tire Me»                        | 2:57         |
| 11. | «Killing in the Name»            | 13:04        |
| 12. | «Outro»                          | 2:03         |

Нецензурированные клипы:
| №  | Название                                                       | Длительность |
| -- | -------------------------------------------------------------- | ------------ |
| 1. | «Killing in the Name»                                          | 5:14         |
| 2. | «Bullet in the Head»                                           | 4:49         |
| 3. | «Freedom»                                                      | 5:58         |
| 4. | «Bulls on Parade»                                              | 3:52         |
| 5. | «Memory of the Dead/Land and Liberty» (поэтическая декламация) | 3:43         |
| 6. | «People of the Sun»                                            | 2:48         |

Песня в заключительных титрах:
- «Down Rodeo»